# Ad Dekkers (wielrenner)
Adrianus "Ad" Dekkers (Udenhout, 1 november 1953 - 29 juli 2002) is een Nederlands voormalig wielrenner, die zowel op de weg als op de baan actief was.
In 1972 behaalde hij drie ereplaatsen op de Nederlandse kampioenschappen baanwielrennen, waarvan twee bij de amateurs en één bij de Elite. Hij behaalde samen met Rinus Langkruis de tweede plaats op de tandemsprint en werd derde op de achtervolging. Bij de elite werd hij derde op de 1 kilometer.
Daarnaast won hij de Omloop van Walcheren en een criterium in Vlissingen. In 1973 won hij de Ster van Bladel.
In 1974 behaalde hij goede plaatsen in etappes in de Milk Race en werd hij tweede in de Olympia's Tour en de Ronde van Noord-Holland. Pas in 1979 behaalde hij opnieuw een podiumplaats: hij werd tweede in de Ronde van Midden-Zeeland voor amateurs. In 1981 werd hij tweede in de Ronde van Drenthe. In 1983 won hij op 30-jarige leeftijd zijn laatste wedstrijd: het criterium van Kwadendamme.
Dekkers deed namens Nederland mee aan de Olympische Spelen van 1972 in München, als lid van het Nederlandse team op de ploegenachtervolging. Samen met Gerard Kamper, Herman Ponsteen en Roy Schuiten eindigde hij op een gedeelde vijfde plaats, met Bulgarije, de Sovjet-Unie en Zwitserland.

## Overwinningen
1974
- 2e etappe Olympia's Tour